# Тетрака сіроголова
Тетрака сіроголова (Xanthomixis cinereiceps) — вид горобцеподібних птахів родини Bernieridae. Раніше його відносили до родини бюльбюлевих (Pycnonotidae).

## Поширення
Ендемік Мадагаскару. Трапляється вздовж східного поясу гірських дощових лісів від Мангангаріво та Царатанани на південь до Андохахели.

## Опис
Тіло завдовжки до 14 см, вага 13-24 г. Дрібні птахи із витягнутою головою, тонким гострим дзьобом, міцними ногами, закругленими крилами та квадратним хвостом. Верхня частина тіла зеленкувато-коричнева. Голова сіра з попелястими бровами та білим горлом. Черево та груди жовті.

## Спосіб життя
Мешкає у тропічних гірських вологих лісах. Трапляється поодинці або парами. Живиться комахами та іншими дрібними безхребетними, рідше ягодами. Сезон розмноження починається в листопаді. Чашоподібне гніздо облаштовується серед гілок чагарників на висоті 1-2 м. У гнізді 1-3 білих з чорними цятками яйця. Насиджує самиця. Піклуються про потомство обидва батьки.